# Concerto pour piano de Mayer
Le Concerto pour piano est une œuvre concertante pour piano et orchestre de la compositrice allemande Emilie Mayer, écrit en 1857.

## Contexte et création
Emilie Mayer compose son Concerto pour piano en même temps que sa troisième symphonie.

## Structure
L'œuvre comprend trois mouvements :
1. Allegro
2. Un poco adagio
3. Allegretto — Adagio — Tempo I — Adagio — Vivace

## Réception et reprise
L'œuvre est jouée sous la direction de Laurence Equilbey les 12 et 13 mars 2025 à La Seine musicale, le 27 juin à Monaco, les 29 et 30 juin à Tarbes.

## Discographie
- Symphony No. 4 / Piano Concerto / String Quartet (Ewa Kupiec, Neubrandenburger Philharmonie, Sebastian Tewinkel), Capriccio, C5339.